# Битва при Базарджике
Битва при Базарджике и штурм Базарджика — одни из сражений Русско-турецкой войны 1806—1812 годов. Произошли 21 мая – 22 мая 1810 года, когда русские войска под командованием генерала Сергея Каменского разбили турецкий корпус Пегливан-паши.

## Предпосылки
В феврале 1810 года командующим молдавской армией был назначен молодой, но опытный генерал Николай Каменский-младший — сын старого фельдмаршала Михаила Каменского. Он прошёл большую боевую школу ещё при Суворове, участвовал в Швейцарском походе, воевал против Наполеона в 1805–1807 годах, бил шведов на севере в 1808–1809 годах, был награждён орденами св. Георгия 3-й и 2-й степени.
К весне он увеличил армию почти вдвое, хорошо подготовил её к новому наступлению и в мае с 80-тысячным корпусом, форсировав Дунай, овладел Силистрией, Туртукаем и подступил к Базарджику. Базарджик предстояло взять левому флангу его армии под командованием его старшего брата Сергея Михайловича. Эта крепость находилась на развилке дорог на Варну, Праводы, Шумлу и далее на Адрианополь.

## Битва и штурм
20 мая корпус Каменского объединился с отрядами генерала Вяземского и генерала Маркова. 21 мая русские войска, разделённые на три колонны выступили к Базарджику. В 3-х верстах от города авангард русской армии под командованием генерала Воинова столкнулся с 2-х тысячным конным отрядом под командованием Пеливан-паши. Удар Стародубовского драгунского полка рассеял турок.
После рекогносцировки укреплений Каменский принял решение штурмовать город на следующий день. 22 мая колонны русской армии атаковали крепость с четырёх сторон. Несмотря на сильный артиллерийский огонь турок русские овладели валами крепости, Пеливан-паша попал в плен. Кавалерийский отряд турок численностью 1000 человек попытался бежать из крепости, но был атакован русской кавалерией и полностью разбит. После падения всех стен, остатки янычар укрылись в домах и мечетях города, однако в течение часа после начала штурма все защитники были уничтожены.
В качестве трофеев были взяты: 68 знамён, 17 орудий. Граф Каменский получил орден Св. Георгия 2-й степени.
В честь этой победы для офицеров-участников сражения был выпущен специальный золотой Крест «За взятие Базарджика», для солдат чеканилась Медаль «За взятие Базарджика». Этот успех русских решил участь Силистрии. 30 мая её гарнизон капитулировал.